# Matchless Model L/S
Het Matchless Model L/S was een motorfiets die het Britse merk Matchless in 1926 produceerde.
In 1923 had Matchless het 348cc-Model L/2 met een Blackburne-zijklepmotor uitgebracht. In 1926 verscheen een 500cc-versie, het Model L/S, met uiteraard een zwaardere motor maar met het open brugframe, de Girder-voorvork en de trommelremmen van de L/2. 
De machine was bedoeld als toermotor, maar ook als zijspantrekker. Ze had al een mechanische oliepomp, die rechts op het carter zat en zorgde voor de dry-sumpsmering waarvan de olie in een apart compartiment in de tank zat. Het Model L/S had zowel een voor- als een achterwielstandaard, een Sturmey-Archer-drieversnellingsbak en een BTH-ontstekingsmagneet die achter de cilinder zat en werd aangedreven door een kettinkje. 
Tegen bijbetaling konden klanten kiezen voor een bagagedrager met gereedschapskistje en boordgereedschap en acetyleenverlichting of de Lucas-elektrische verlichting met Magdynette.